# Đội tuyển bóng đá trong nhà quốc gia Hồng Kông
Đội tuyển bóng đá trong nhà quốc gia Hồng Kông đại diện cho Hồng Kông tại các giải đấu bóng đá trong nhà quốc tế và các trận giao hữu. Nó được điều hành bởi Hiệp hội bóng đá Hồng Kông. Đội tuyển lần đầu tiên được thành lập vào năm 1992 khi tham dự Giải vô địch bóng đá trong nhà thế giới 1992 được diễn ra ở Hồng Kông.

## Giải đấu

### Giải vô địch bóng đá trong nhà thế giới
- 1989 - Không tham dự
- 1992 - Vòng 1 (chủ nhà)
- 1996 - Không tham dự
- 2000 - Không tham dự
- 2004 - Không vượt qua vòng loại
- 2008 - Không tham dự
- 2012 - Không vượt qua vòng loại
- 2016 - Không vượt qua vòng loại

### Giải vô địch bóng đá trong nhà châu Á
- 1999 - Không tham dự
- 2000 - Không tham dự
- 2001 - Không tham dự
- 2002 - Không tham dự
- 2003 - Vòng 1
- 2004 - Vòng 1
- 2005 - Vòng 1
- 2006 - Vòng 1
- 2007 - Vòng 1
- 2008 - Không tham dự
- 2010 - Không vượt qua vòng loại
- 2012 - Không vượt qua vòng loại
- 2014 - Không vượt qua vòng loại
- 2016 - Không vượt qua vòng loại

### Giải vô địch bóng đá trong nhà Đông Á
- 2009 - Vòng bảng
- 2013 - Hạng 4

## Đội hình cũ
Đội hình cho Vòng loại giải vô địch bóng đá trong nhà châu Á 2010. Giải được diễn ra từ ngày 24 đến ngày 29 tháng 11 năm 2009 ở Bắc Kinh, Trung Quốc.
| #               | Tên             | Ngày sinh         | Câu lạc bộ            |
| Thủ môn         | Thủ môn         | Thủ môn           | Thủ môn               |
| --------------- | --------------- | ----------------- | --------------------- |
| 1               | Cheung Wai Hong | 4 tháng 5, 1981   | Happy Valley          |
| 17              | Tse Tak Him     | 10 tháng 2, 1985  | Citizen               |
| 18              | Li Jian         | 19 tháng 9, 1985  | TSW Pegasus           |
| Outfield Player |                 |                   |                       |
| 3               | Li Hang Wui     | 15 tháng 2, 1985  | Kitchee               |
| 4               | Wong Chin Hung  | 2 tháng 3, 1982   | South China           |
| 5               | Chu Kwok Leung  | 15 tháng 10, 1974 | Tuen Mun              |
| 6               | Chan Man Chun   | 10 tháng 8, 1981  | Citizen               |
| 7               | So Sheung Kwai  | 1 tháng 2, 1978   | Advance Double Flower |
| 8               | Yau Kam Leung   | 26 tháng 4, 1985  | Fourway Rangers       |
| 9               | Li Ling Fung    | 3 tháng 1, 1986   | TSW Pegasus           |
| 11              | Sze Kin Wai     | 6 tháng 12, 1984  | Wofoo Tai Po          |
| 12              | So Loi Keung    | 27 tháng 10, 1981 | Wofoo Tai Po          |
| 13              | Cheung Kin Fung | 1 tháng 1, 1984   | TSW Pegasus           |
| 14              | Leung Kam Fai   | 17 tháng 7, 1986  | Shatin                |
| 15              | Cheng Siu Wai   | 27 tháng 12, 1981 | TSW Pegasus           |

## Huấn luyện viên
- 1992: Victor Hermans
- 2003-2009: Tsang Wai Chung